# امه تمیر نو
امه تمیر نو (انگلیسی: Ummah Tameer-e-Nau) (که با عنوان UTN نیز شناخته می‌شود)، یک سازمان شبه نظامی است که توسط وزارت خزانه داری ایالات متحده در تاریخ ۲۰ دسامبر۲۰۰۱ ممنوع شده‌است. این سازمان همچنین در فهرست محرومیت تروریستی به موجب قانون پاتریوت قرار گرفت. این سازمان مظنون به ارائه اطلاعات در مورد ساخت سلاح‌های هسته ای به اسامه بن لادن و القاعده است.

## پیشینه
UTN در ماه ژوئن سال ۲۰۰۰ توسط دانشمند پاکستانی سلطان بشیرالدین محمود تأسیس شد. او قبلاً به عنوان مدیر انرژی اتمی خدمت کرده و مدیر اصلی و مدیر رآکتور خوشاب بود. در کانال‌های خبری پربیننده کشور، محمود حامی جدی طالبان بود و یک بار رژیم طالبان را «دولت اسلامی ایدئال» توصیف کرد. در یک گزارش منتشر شده توسط نیویورک تایمز، دانشمندان و مهندسین همکار او در محل کارش وضعیت ذهنی محمود برایشان سؤال شده بود و به‌طور جدی شک داشتند که محمود وضعیت ذهنی سالمی داشته باشد.
در ماه مارس سال ۱۹۹۹، به او سومین نشان افتخار پاکستان به نام ستاره امتیاز توسط رئیس‌جمهور پاکستان اهدا شد.

## عضویت
سرلشکر (بازنشسته) حمید گول رئیس سابق سرویسهای اطلاعاتی پاکستان نیز عضو این سازمان بوده و این را تأیید کرده‌است. سایر دانشمندان برجسته پاکستان، افسران بازنشسته نظامی و صنعتی نیز از اعضای UTN بوده‌اند:
- دکتر چودری عبدالمجید، دانشمند ارشد سابق در (PAEC) و (ICTP).
- میرزا یوسف بیگ، شیمیدان هسته ای، دانشمند ارشد و صاحب یک شرکت ساختمانی.
- هومایان نیاز، مهندس برق و دریاسالار نیروی دریایی پاکستان در بخش مهندسی نیروی دریایی پاکستان، دریاسالار (بازنشسته)
- اس ام طفیل، مهندس صنعتی
- ناخدا (بازنشسته) ارشد چودری (مهندس نیروی دریایی)
- محمد حنیف (صنعتگر و یک مهندس عمران).

## فعالیت‌ها
هدف اعلام شده UTN این بود که زیرساخت‌های افغانستان را بازسازی کند و برای توسعه مناطق تحت کنترل طالبان افغانستان پول دربیاورد. گزارش شده بود که UTN از حمایت شخصی ملا عمر برخوردار بود و ارتباط نزدیک با رژیم طالبان داشت. ایالات متحده پس از بازرسی دفاتر این گروه در پایتخت افغانستان، کابل، مدارک زیادی را اعلام کرد که نشان می‌داد آنها قصد ربودن یک دیپلمات آمریکایی را داشتند. ای هسته‌ای کشف کرده‌است. این اسناد همچنین نشان دادند که این سازمان برنامه ای برای استخراج اورانیم در داخل افغانستان داشته‌است.

## تحریم‌ها
در نتیجه اقدامات ایالات متحده، پاکستان نیز دارایی‌های این سازمان را مسدود کرد. بانک انگلستان همچنین دستور داد تا دارایی‌های آن را مسدود کنند. همچنین این سازمان توسط سازمان ملل متحد تحریم شد. سلطان بشیرالدین محمود و دکتر چودری عبدالمجید در نوامبر ۲۰۰۱ در پاکستان دستگیر شدند. با این وجود پاکستان نپذیرفت او را به ایالات متحده تحویل دهد. او بعداً در فوریه سال ۲۰۰۲ آزاد شد. حمید گول رئیس سابق اطلاعات خدمات بین‌الملل در یک فهرست مراقبتی جهانی از تروریست‌ها توسط دولت آمریکا قرار داده شده‌است.